# ウチェ・ヌウォフォー
ウチェ・イノセント・ヌウォフォー（Uche Innocent Nwofor 、1991年9月17日 - ）は、ナイジェリアの元サッカー選手。元ナイジェリア代表。ポジションはフォワード。

## 来歴

### クラブ
ナイジェリアのクラブでプレーした後、2011年にオランダ・エールディヴィジのVVVフェンローに移籍した。その後は、ベルギー、ポルトガル、スロバキアなどのクラブを渡り歩いた。

### 代表
2010年に親善試合でナイジェリア代表でデビュー。デビューの後、代表からは遠ざかったが、2013年に復帰、2014 FIFAワールドカップのメンバーにも選ばれた。ワールドカップでは2試合に出場した。ナイジェリア代表として通算9試合に出場、3得点をあげた。

## 代表歴

### 出場大会
- ナイジェリア代表
  - 2014 FIFAワールドカップ

### 試合数
- 国際Aマッチ 9試合 3得点（2010年-2014年）[1]

| ナイジェリア代表 | 国際Aマッチ | 国際Aマッチ |
| 年               | 出場        | 得点        |
| ---------------- | ----------- | ----------- |
| 2010             | 1           | 0           |
| 2011             | 0           | 0           |
| 2012             | 0           | 0           |
| 2013             | 3           | 2           |
| 2014             | 5           | 1           |
| 通算             | 9           | 3           |